# Åtjärnen (Lycksele socken, Lappland, 718709-162699)
Åtjärnen är en sjö i Lycksele kommun i Lappland och ingår i Umeälvens huvudavrinningsområde. Sjön har en area på 0,808 kvadratkilometer och ligger 227,9 meter över havet. Sjön avvattnas av vattendraget Lycksabäcken. Vid provfiske har bland annat abborre, gers, gädda och löja fångats i sjön.

## Delavrinningsområde
Åtjärnen ingår i det delavrinningsområde (718721-162569) som SMHI kallar för Utloppet av Åtjärnen. Medelhöjden är 249 meter över havet och ytan är 5,06 kvadratkilometer. Räknas de 23 avrinningsområdena uppströms in blir den ackumulerade arean 304,91 kvadratkilometer. Lycksabäcken som avvattnar avrinningsområdet har biflödesordning 2, vilket innebär att vattnet flödar genom totalt 2 vattendrag innan det når havet efter 172 kilometer. Avrinningsområdet består mestadels av skog (79 procent). Avrinningsområdet har 0,81 kvadratkilometer vattenytor vilket ger det en sjöprocent på 15,9 procent.

## Fisk
Vid provfiske har följande fisk fångats i sjön:
- Abborre
- Gärs
- Gädda
- Löja
- Mört
- Sik